# Canción de cuna
Pour plus de détails, voir Fiche technique et Distribution.
Canción de cuna est un film espagnol réalisé par José Luis Garci, sorti en 1994.

## Synopsis
Un groupe de nonnes trouve un bébé à la porte de leur convent.

## Fiche technique
- Titre : Canción de cuna
- Réalisation : José Luis Garci
- Scénario : José Luis Garci, María Lejárraga, Horacio Valcárcel d'après la pièce de théâtre de Gregorio Martínez Sierra
- Musique : Manuel Balboa
- Photographie : Manuel Rojas
- Montage : José Luis Garci et Miguel González Sinde
- Société de production : Canal+, Nickel Odeón Dos et Televisión Española
- Pays :  Espagne
- Genre : Drame
- Durée : 101 minutes
- Dates de sortie : 
  -  Espagne : 15 avril 1994

## Distribution
- Fiorella Faltoyano : mère Teresa
- Amparo Larrañaga : sœur Marcela
- Maribel Verdú : Teresa
- Alfredo Landa : M. José
- Carmelo Gómez : Pablo
- María Massip : mère Vicaria
- Virginia Mataix : la maîtresse des novices
- Diana Peñalver : mère Juana de la Cruz
- María Luisa Ponte : mère Tornera

## Distinctions
Le film a été nommé pour onze prix Goya et en a remporté cinq : meilleur second rôle pour María Luisa Ponte, meilleure photographie, meilleurs costumes, meilleure direction artistique et meilleurs maquillages et coiffures.